# Massacre de Daraya
Pour les articles homonymes, voir Daraya.
Pour un article plus général, voir Daraya (Syrie).
Le massacre de Daraya a lieu lors de la guerre civile syrienne, plusieurs centaines d'habitants (environ 700) sont massacrées par les forces du régime dans la ville de Daraya, dans la banlieue de Damas, en Syrie, entre le 20 et le 26 août 2012.

## Contexte
Ce massacre intervient dans le cadre de la guerre civile syrienne. Dès le début du soulèvement, au printemps 2011, la ville de Daraya est un lieu de manifestations contre le régime, connue pour être un haut-lieu du pacifisme,,,.
Après l'arrestation de centaines de manifestants, victimes de disparition ou tués sous la torture, des déserteurs et des habitants prennent les armes. Deux mois avant le massacre, la police et les services de renseignement de l'État avaient du se retirer de la ville,,,.
La semaine précédent le massacre de Daraya, deux raids de l'armée suivis de massacres ont lieu dans 2 zones rebelles proches de Daraya. Selon les militants d'opposition, au moins  40 personnes sont tuées de sang-froid à Mouadamiya, dans la banlieue de Damas, et au moins 46 personnes dans le quartier de Qaboun.
Alors que l'armée régulière syrienne tente de reprendre des zones prises par les insurgés, et de faire plier toute insurrection aux alentours de la capitale, Damas, une offensive loyaliste qui commence le 20 août 2012 par 5 jours de bombardements avant d'entrer dans la ville.
Les 25 et 26 août 2012, l'armée et les chabihas entrent dans la ville et y perpétuent des centaines d'assassinats,.
Le 27 août 2012, l'Armée syrienne libre affirme avoir abattu un hélicoptère militaire de l'armée syrienne au-dessus de Damas. Elle indique que l'hélicoptère, qui tirait sur des civils, a été visé par des personnes au sol, au nord-est du district de Jobar (en), et qu'il s'est écrasé dans les environs de Qaboun (en). La télévision d'État confirme qu'un hélicoptère s'est écrasé dans la ville, mais évoque des raisons techniques.

## Description
Du 20 au 25 août 2012, à Daraya, des bombardements aériens ont lieu. Au moins 70 personnes sont tuées, dont 21 le vendredi 24 août. Du 25 au 26, l'armée du régime réussit à entrer dans la ville et exécute des centaines de survivants. Plus de 330 corps de civils, dont ceux de femmes et d'enfants, sont retrouvés uniquement dans les sous-sols qui servaient de refuges pendant les attaques aériennes. Une partie des victimes aurait été tuée à bout portant,.
Le dimanche 26 août 2012, des activistes de l'opposition affirment que 300 personnes ont été massacrées par les forces gouvernementales durant leur assaut sur la banlieue sud-ouest de Daraya. Des vidéos et des photographies sont publiées, elles montrent les corps de victimes, y compris ceux de femmes et d'enfants, retrouvés dans les sous-sols puis réunis dans la mosquée Abou Souleimane,,.
De son côté, la télévision officielle affirme au contraire que ce massacre est le fait des « groupes terroristes » combattus et délogés ensuite par l'armée syrienne. Le régime syrien affirmera également qu'il s'agissait d'une opération anti-terroriste de l'armée syrienne. Un enquêteur originaire de Daraya qualifie la communication du régime d'efforts pour « brouiller les faits s'étant déroulés ».

### Bilan humain
D'après l'Observatoire syrien des droits de l'homme, 440 personnes auraient été massacrées le samedi 25 août, et 149 le lendemain.
Selon Le Monde, plus de 512 corps ont finalement pu être identifiés et 200 autres sont restés anonymes, plus de 500 ont été enterrés dans la semaine du 25 août,.
Le Centre de documentation des violations en Syrie parvient quant à lui à identifier 537 victimes.
Le massacre provoque l'exode de la majeure partie de la population civile. Des milliers de réfugiés prennent alors la route et s'entassent le long de la frontière entre la Syrie et la Turquie.
Le rapport d'enquête syrien affirme que plus de 700 personnes sont mortes, dont 514 ont été identifiées (parmi lesquelles au moins 36 femmes et 63 enfants).
Le rapport indique également que 153 résidents ont été enregistrés par des militants comme détenus (dont au moins 3 garçons) et 86 comme portés disparus (dont au moins 5 enfants), et estime que ces chiffres sont beaucoup plus élevés.

## Enquête
En août 2022, 10 ans après le massacre, une équipe d'enquêteurs syriens, soutenus par le Syrian British Consortium, publient le résultat d'une enquête complète sur le massacre, constituée de témoignages recoupés de survivants et habitants ayant été témoin d'exactions, ainsi que d'images de documentation,,,.
Les enquêteurs syriens affirment avoir élaboré ce rapport car le massacre de Daraya — alors le plus meurtrier du conflit — n'a fait l'objet que de quelques lignes dans un rapport plus général de l'ONU affirmant que l'armée syrienne avait commis des crimes de guerre et affirmait qu'une enquête plus approfondie était nécessaire, afin de pouvoir permettre à la justice internationale de travailler, mais ce rapport est resté sans suite.
Le rapport identifie « les forces gouvernementales et les milices iraniennes et du Hezbollah impliquées dans les attaques grâce à leurs uniformes, leurs insignes et leurs armes », ainsi que certains responsables en personne.